# Full Métal Planète
Cet article possède des paronymes, voir Full Metal Casquette et Full Metal Jacket.
Pour les articles homonymes, voir Full metal et FMP.
Full Métal Planète (FMP) est un jeu de société de Gérard Delfanti, Gérard Mathieu et Pascal Trigaux, édité par Ludodélire en 1988. C’est un jeu de stratégie et de combats en tour par tour qui oppose deux à quatre joueurs.
Le jeu, épuisé, garde une place importante dans le domaine du jeu français, par son matériel - des pièces métalliques pour les figurines et du gravier simulant le minerai - et par ses mécanismes simples mais générant des interactions complexes.
Une extension contenant un plateau modulable (le plateau est en plusieurs morceaux qui peuvent s'agencer différemment) et proposant des règles jouables avec deux boîtes de jeu a été éditée.
Il a existé aussi une version en jeu vidéo éditée par Infogrames, qui remonte à l'époque des disquettes, sous Amiga, Atari, Apple et PC.
Il est aussi pratiqué par correspondance ou en jeu interactif par Internet.

## Thème
Full Metal Planète est une planète riche en ressources minières, mais instable. Chaque joueur incarne une société d'exploitation minière, dont le but est d'amasser le maximum de minerai et de l'évacuer en orbite avant la destruction de la planète. Mais les marées et les autres compagnies viennent contrecarrer les plans.

## Matériel
Le jeu se compose d'un livre de règles, d'un plateau cartonné représentant le sol de la planète (découpé en 851 cases hexagonales), de 84 figurines en plomb représentant les engins d'exploitation, des marqueurs de couleur pour identifier le propriétaire de chaque pièce, de 15 cartes marées, de véritables cailloux pour le minerai, d'un pion marqueur de tour et de 8 marqueurs de réserve de points de mouvements.

## Mécanismes
Dès le début de la partie, chaque compagnie possède :
- un astronef, qui est son camp de base, muni de trois tourelles de tir et qui ne peut pas bouger. C'est là que doivent être rapportés le minerai, et les différents engins. L'astronef doit décoller avant la destruction de la planète au dernier tour ;
- un « crabe », engin de collecte des minerais et de transport ;
- une barge, permettant de transporter le minerai et les unités terrestres sur l'eau ;
- cinq chars dont un T-99 « Gros Tas », pour assurer la protection des engins contre les autres compagnies ;
- deux vedettes maritimes munies de canon ;
- une « pondeuse-météo », pièce maîtresse qui permet de déterminer l'évolution des marées et de fabriquer d'autres pièces à partir de minerai ;
- un ponton qui permet aux engins terrestres de franchir les bras de mer.

Les marées (basses, normales ou hautes) sont déterminées en tirant des cartes battues au hasard ; selon les marées, les zones de marnage (récif ou marécage) sont sèches ou immergées, devenant donc terrestre ou maritime. Au début de chaque tour, les joueurs disposant d'une pondeuse météo opérationnelle peuvent consulter la marée du tour suivant (carte au-dessus du talon).
Si une pièce terrestre se trouve sur une case mer (s'étant fait surprendre par la marée ou s'embourbant volontairement), ou si une pièce nautique se retrouve sur une case terre, elle est neutralisée : elle ne peut plus agir ou être transportée, jusqu'à une marée favorable.
Les autres terrains sur la carte sont : la mer, la plaine et la montagne.
Le minerai est disposé sur tout le plateau, toutes les trois cases, sauf sur les cases de mer.
Le jeu se joue en 25 tours. Les joueurs jouent chacun leur tour. Après tirage au sort pour déterminer l'ordre de jeu, les deux premiers tours sont destinés à l'atterrissage et au placement initial des pièces. À partir du troisième tour, et après un second tirage au sort, chaque joueur dispose de « points d'action » (5 points au 3e tour, 10 au 4e, 15 pour les tours suivants) pour jouer. La plupart des actions coûtent un point (déplacement d'une case, ramassage ou décharge d'un minerai ou d'une pièce, sortie ou rentrée d'un engin dans l'astronef, création d'une pièce avec la pondeuse-météo, capture d'un astronef), certaines actions en coûtent deux (tir de destruction, réparation d'une tourelle d'astronef capturé). Un joueur peut économiser jusqu'à dix points d'action (par tranche de cinq) pour les utiliser plus tard (il peut donc dépenser jusqu'à vingt-cinq points lors d'un tour). Chaque joueur doit jouer son tour en trois minutes maximum, et aucune action ne peut être annulée.
Les transporteurs (barge et crabes) peuvent transporter des minerais ou des pièces. Le chargement et le déchargement ne peuvent pas se faire depuis ou vers des cases menacées par des tirs adverses. La capacité maximale de transport de la barge est de quatre pièces, celle du crabe est de deux. Seuls sont transportables : le minerai, les chars et le « Gros Tas », les pontons, ainsi que les crabes et la Pondeuse Météo qui compte pour deux pièces et ne sont transportables que par la barge.
Le ponton est une pièce transportable qui, une fois posée sur le plateau, permet a une pièce terrestre de venir sur une case maritime. il doit toujours rester en contact avec au moins une case terrestre.
La Pondeuse Météo peut transformer un minerai en un crabe, un char ou un ponton, et ce deux fois maximum par tour. La nouvelle pièce est issue de la réserve commune de pièces où chaque joueur dispose potentiellement d'un crabe, de quatre chars et d'un ponton.
Les destructeurs (vedette, char, « Gros Tas », tourelle de l'astronef) peuvent tirer deux fois par tour. Il faut le tir simultané de deux destructeurs pour détruire une pièce ; les tirs portent à deux cases, sauf le « Gros Tas » et les chars situés sur une case de montagne dont les tirs portent à trois cases. Les obstacles (pièces, montagnes) ne gênent pas les tirs. Si deux destructeurs viennent au contact d'une pièce adverse, ils peuvent la capturer : celle-ci change de propriétaire, et donc de couleur. Les cases à portées d'au moins deux destructeurs sont dites sous le feu : les pièces adverses ne peuvent pas s'y déplacer. Un ensemble de destructeurs forme donc une zone de feu, soit un espace constitué des cases à portée de tir d'au moins deux destructeurs.
Il est possible de détruire les tourelles de l'astronef. Aucune pièce ne peut sortir d'une tourelle détruite. Si les trois tourelles sont détruites, une pièce adverse peut capturer l'astronef en pénétrant à l'intérieur. Le joueur est alors éliminé, et ses pièces passent sous le contrôle du conquérant, tout en gardant leur couleur. Le conquérant dispose alors de cinq points d'action supplémentaires pour bouger ses pièces et les pièces de l'astronef capturé.
Si aucun joueur n'a capturé tous les astronefs adverses, la victoire se joue aux points. Au 21e tour, chaque joueur décide si son astronef décolle dès le début du tour, ou reste jusqu'au 25e tour. Tous les joueurs dévoilent leur intention en même temps. Les astronefs décollent avant toute action du tour. Les astronefs décollant au 25e tour le font à la fin de leurs mouvements et doivent dépenser un à quatre points d'action, selon l'état de l'astronef (nombre de tourelles en fonctionnement), pour décoller.
Chaque minerai embarqué dans l'astronef donne deux points, chaque pièce donne un point, les pièces et minerais abandonnés sur la planète sont perdus. Le joueur ayant le plus haut score gagne.

## Variantes
Il existe de nombreuses variantes proposées, par exemple :
- On peut donner plus de point d'action au début de partie pour les débutants qui jouent contre des expérimentés, ou bien plus de temps durant la partie.
- Pour donner plus de potentiel au jeu en mer, on peut décider d'autoriser la construction de vedettes (2 vedettes par joueur sont alors ajoutées à la réserve) et/ou leur transport. Il est aussi possible de jouer avec une vedette « Tarask » ayant une portée de 3 cases, comme le « Gros Tas » sur terre. Enfin une variante maritime du ponton, l'écluse, permet aux véhicules marins de se rendre sur une case terrestre.
- Des vents violents peuvent provoquer la dérive des pièces, ce qui peut provoquer enlisement, échouage ou destruction. Les joueurs peuvent dépenser des points d'action pour ancrer ou libérer des pièces, et empêcher la dérive.

## Commentaires
Le titre est une référence évidente au film Full Metal Jacket de Stanley Kubrick.
C'est aussi l'un des rares jeux de type Wargame où la part de hasard est réduite à ce point. En effet, le jeu ne comporte pas de dé. Les seuls éléments dus au hasard sont : l'ordre de pose des joueurs sur la planète en tout début de partie et le niveau de la marée (haute/normale/basse) qui change à chaque tour de jeu. Le hasard de la marée étant lui-même assez atténué grâce à la pièce « pondeuse-météo » que chaque joueur possède en début de partie et qui, si elle n'est pas neutralisée, permet de connaître la marée future.